# Управление затратами
Управление затратами (англ. cost management) — процесс рационального использования ресурсов и управление их потреблением в условиях производства и реализации продукции.

## Определение
В современной литературе управление затратами — это процесс формирования затрат по их видам, местам возникновения и носителям при постоянном контроле и стимулировании их уменьшения; выполнение всего комплекса функций управленческого цикла, направленных на повышение эффективности использования производственных ресурсов на предприятии; динамический процесс, включающий управленческие действия, целью которых является достижение высокого экономического результата деятельности предприятия или как процесс рационального использования ресурсов и управление их потреблением в условиях современного производства и реализации продукции.
Английский профессор Колин Друри определяет управление затратами как процесс снижения издержек и постоянного совершенствования, а не сохранения издержек на прежнем уровне.

## Управление затратами на предприятии
Целями управления затратами является нахождение величины затрат, необходимого для достижения определенного результата наиболее экономичным способом:
- минимизация затрат;
- поддержание себестоимости на нормативном уровне;
- снижение себестоимости.

Задачи управления затратами на предприятии являются:
- повышение экономических результатов деятельности предприятия;
- определение затрат по основным этапам экономического жизненного цикла продукта, функциям управления на предприятии;
- расчет затрат по операционным и географическим сегментам, производственным подразделениям предприятия;
- расчет необходимых затрат на единицу продукции, работ или услуг;
- подготовка информационной базы, позволяющей оценивать затраты при выборе и принятии хозяйственных решений;
- определение технических способов и средств отслеживания, измерения и контроля затрат;
- выявление резервов снижения затрат на всех этапах производственного процесса и во всех производственных подразделениях предприятия;
- выбор способов нормирования затрат;
- выбор системы управления затратами, соответствующей условиям работы предприятия.

Функции управления затратами:
- планирование;
- организация;
- регулирование;
- контроль;
- учёт;
- анализ.

Принципы управления затратами:
- системный подход к управлению затратами;
- единство методов, практикуемых на разных уровнях управления затратами;
- управление затратами на всех стадиях экономического жизненного цикла изделия — от создания до утилизации;
- сочетание снижения затрат с высоким качеством продукции (работ, услуг);
- недопущение излишних затрат;
- внедрение эффективных методов снижения затрат;
- совершенствование информационного обеспечения об уровне затрат;
- повышение заинтересованности производственных подразделений предприятия в снижении затрат.